# Isaac Tutumlu
Isaac Tutumlu Lopez (ur. 5 lipca 1985 roku w Barcelonie) – hiszpański kierowca wyścigowy pochodzenia kurdyjskiego.

## Kariera
Tutumlu rozpoczął karierę w wyścigach samochodowych w 2007 roku od startów w MitJet Series Spain, gdzie dwukrotnie stawał na podium, w tym raz na jego najwyższym stopniu. Z dorobkiem 130 punktów uplasował się na trzydziestej pozycji w klasyfikacji generalnej. W późniejszych latach Hiszpan pojawiał się także w stawce Catalunya Touring Car Championship, Spanish GT Championship, International GT Open, Niemieckiego Pucharu Porsche Carrera, Porsche Supercup, Superstars Championship Italy, Superstars International Series, European Production Series, Spanish Prototype Open Championship, Copa de España de Super GT, World Touring Car Championship, Spanish GT Championship, Campionato Italiano Gran Turismo, United Sports Car Championship oraz Dunlop 24H Dubai.
W World Touring Car Championship Hiszpan wystartował w pięciu wyścigach sezonu 2012 z włoską ekipą Proteam Racing. Podczas drugiego wyścigu w Hiszpanii uplasował się na jedenastej pozycji.